# منطقه اوتی
ناحیه اوتی (به لاتین: Oti Region) یک استان در غنا است که در غنا واقع شده‌است. ناحیه اوتی ۷۴۲٬۶۶۴ نفر جمعیت دارد.